# Jelonki (gromada w powiecie ostrowskim)
Jelonki – dawna gromada, czyli najmniejsza jednostka podziału terytorialnego Polskiej Rzeczypospolitej Ludowej w latach 1954–1972.
Gromady, z gromadzkimi radami narodowymi (GRN) jako organami władzy najniższego stopnia na wsi, funkcjonowały od reformy reorganizującej administrację wiejską przeprowadzonej jesienią 1954 do momentu ich zniesienia z dniem 1 stycznia 1973, tym samym wypierając organizację gminną w latach 1954–1972.
Gromadę Jelonki z siedzibą GRN w Jelonkach utworzono – jako jedną z 8759 gromad na obszarze Polski – w powiecie ostrowskim w woj. warszawskim, na mocy uchwały nr VI/10/11/54 WRN w Warszawie z dnia 5 października 1954. W skład jednostki weszły obszary dotychczasowych gromad Czesin, Jelenie, Jelonki, Przyborowie, Przyborowie kolonia, Przyjmy, Trynosy i Zalesie ze zniesionej gminy Komorowo w tymże powiecie. Dla gromady ustalono 16 członków gromadzkiej rady narodowej.
31 grudnia 1959 do gromady Jelonki przyłączono wieś Rynek ze znoszonej gromady Grądy w tymże powiecie.
31 grudnia 1961 do gromady Jelonki włączono wsie Grądziki, Sulęcin Szlachecki i Sulęcin Włościański ze zniesionej gromady Sulęcin Szlachecki w tymże powiecie.
Gromada przetrwała do końca 1972 roku, czyli do kolejnej reformy gminnej.